# Brailly-Cornehotte
Brailly-Cornehotte är en kommun i departementet Somme i regionen Hauts-de-France i norra Frankrike. Kommunen ligger i kantonen Crécy-en-Ponthieu som tillhör arrondissementet Abbeville. År 2022 hade Brailly-Cornehotte 214 invånare.

## Befolkningsutveckling
Antalet invånare i kommunen Brailly-Cornehotte
| Referens: INSEE |